# Näs socken, Västergötland
Näs socken i Västergötland ingick i Vartofta härad, ingår sedan 1974 i Falköpings kommun och motsvarar från 2016 Näs distrikt.
Socknens areal är 8,99 kvadratkilometer varav 8,98 land. År 2000 fanns här 97 invånare.  Sockenkyrkan Näs kyrka ligger i socknen.

## Administrativ historik
Socknen har medeltida ursprung. 
Vid kommunreformen 1862 övergick socknens ansvar för de kyrkliga frågorna till Näs församling och för de borgerliga frågorna bildades Näs landskommun. Landskommunen uppgick 1952 i Vartofta landskommun som 1974 uppgick i Falköpings kommun. Församlingen uppgick 2002 i Yllestads församling.
1 januari 2016 inrättades distriktet Näs, med samma omfattning som församlingen hade 1999/2000.  
Socknen har tillhört län, fögderier, tingslag och domsagor enligt vad som beskrivs i artikeln Vartofta härad. De indelta soldaterna tillhörde Skaraborgs regemente, Vartofta kompani.

## Geografi
Näs socken ligger sydost om Falköping. Socknen är en odlingsbygd.

## Fornlämningar
Fem gånggrifter från stenåldern är funna och en hällkista nu borttagen. Från järnåldern finns gravar och stensättningar. En runristning finns på kyrkogården

## Namnet
Namnet skrevs 1299 Näsi och kommer från kyrkbyn och innehåller näs i betydelsen 'i sankmark framskjutande terrängparti'.